# Lynn Chircop
Lynn Chircop (Santa Venera, Malta, 1980-) é uma cantora e apresentadora de televisão maltesa, que ganhou a final maltesa para escolher a representante maltesa para o Festival Eurovisão da Canção 2003, com a canção "To Dream Again".Infelizmente, a canção terminou num dececionante 25.º e penúltimo lugar, tendo recebido apenas 4 pontos.
Ela iniciou a carreira no on Channel 22, antes de vencer a final maltesa.